# Đồng(I) fluoride
Đồng(I) fluoride hay cuprơ fluoride là một hợp chất vô cơ có công thức hóa học CuF. Sự tồn tại của nó là không chắc chắn. Năm 1933, nó được báo cáo là có cấu trúc tinh thể kiểu sphalerit. Các tài liệu hiện đại cho rằng CuF chưa được biết đến, vì fluor có độ âm điện lớn nên nó sẽ luôn oxy hóa đồng đến trạng thái oxy hóa +2. Tuy nhiên, các phức chất của CuF như [(Ph3P)3CuF] đã được biết đến và được mô tả rõ ràng.

## Tổng hợp và phản ứng
Không giống như các đồng(I) halide khác như đồng(I) chloride, đồng(I) fluoride có xu hướng không bền và trở thành đồng(II) fluoride và đồng theo tỷ lệ 1:1 ở các điều kiện xung quanh, trừ khi nó được ổn định thông qua quá trình tạo phức như [Cu(N2)F].
2CuF → Cu + CuF2

## Hợp chất khác
CuF còn tạo một số hợp chất với NH3, như CuF·3NH3 hay CuF·3,5NH3 đều là tinh thể không màu.